# Adula
L'Adula (ou Adule) est un massif des Alpes lépontines compris entre le col du Saint-Gothard et le col du Splügen, principalement situé sur les cantons des Grisons et du Tessin, mais également en Lombardie.
Son point culminant est le Rheinwaldhorn (3 402 m), plus haut sommet du Tessin.
Le moyen le plus aisé d’accéder à son versant occidental est de remonter la vallée formée par le torrent Orino (val Malvaglia). Une route carrossable mène depuis la localité de Malvaglia jusqu’au hameau de Cusiè (1 666 m), d’où l’on rejoint à pied en 1 h 30 les alpages de Quarnei (2 046 m). À partir du refuge de Quarnei (2 107 m), on trouve plus au nord, toujours sur le versant occidental, à 2 h de marche, le refuge Adula UTOE (2 393 m) et, une demi-heure plus loin, en contrebas, le refuge Adula CAS (2 012 m).
Sa partie orientale, à l'est du col du San Bernardino, est appelée massif du Ceneri.
Boileau évoque l'Adula dans le Passage du Rhin.

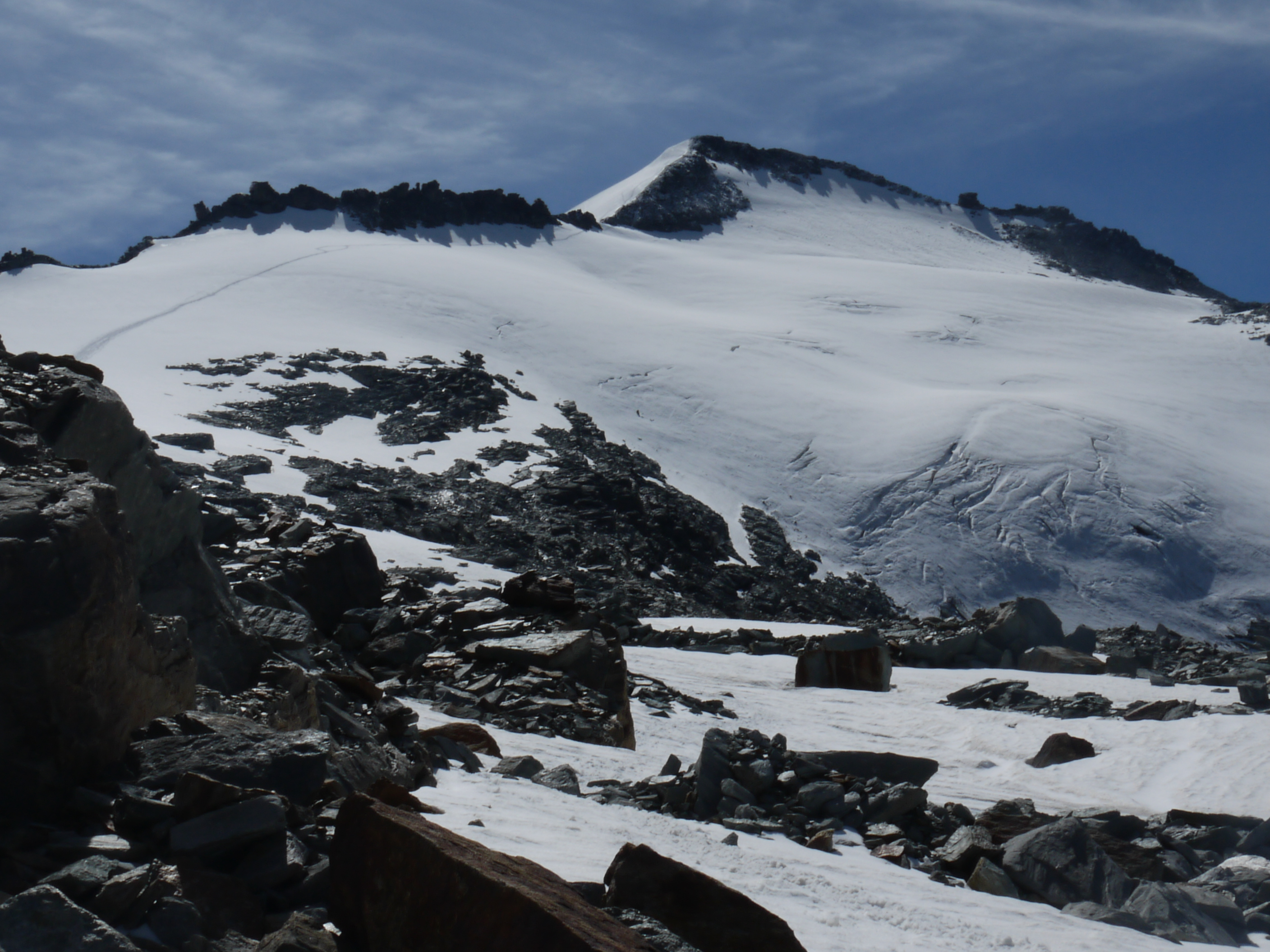
Le versant ouest du Rheinwaldhorn